# Bran der Gesegnete
Brân Fendigeid [braːn ven'digeid], auch Bendigeidfran oder Bendigeitvran, („Bran der Gesegnete“, „Gesegnete Krähe“, „Segensrabe“, von irisch/lateinisch benedicatios) ist ein Riese aus den walisischen Sagen. Aus dem Walisischen übersetzt bedeutet Bran „Krähe“, oft wird er jedoch auch „Rabe“ genannt. Beides ist häufig ein Synonym für „Krieger“. In den Erzählungen des Mabinogion ist er der Sohn Llŷrs, des walisischen Meeresgottes, und seiner Gemahlin Penarddun. Seine Geschwister sind Manawydan und Branwen. Er hat noch zwei Halbbrüder, Nissyen und Efnisien, deren Vater Euroswydd ist.

## Mythologie
Bran tritt in mehreren Versen der walisischen Triaden (Trioedd Ynys Prydein) und vor allem im zweiten Zweig des Mabinogion, Branwen ferch Llŷr („Branwen, die Tochter Llyrs“), als König von Wales oder Britannien auf. In dieser Erzählung rettet er seine Schwester Branwen, die in Irland von ihrem Gatten Matholwch übel behandelt wird.

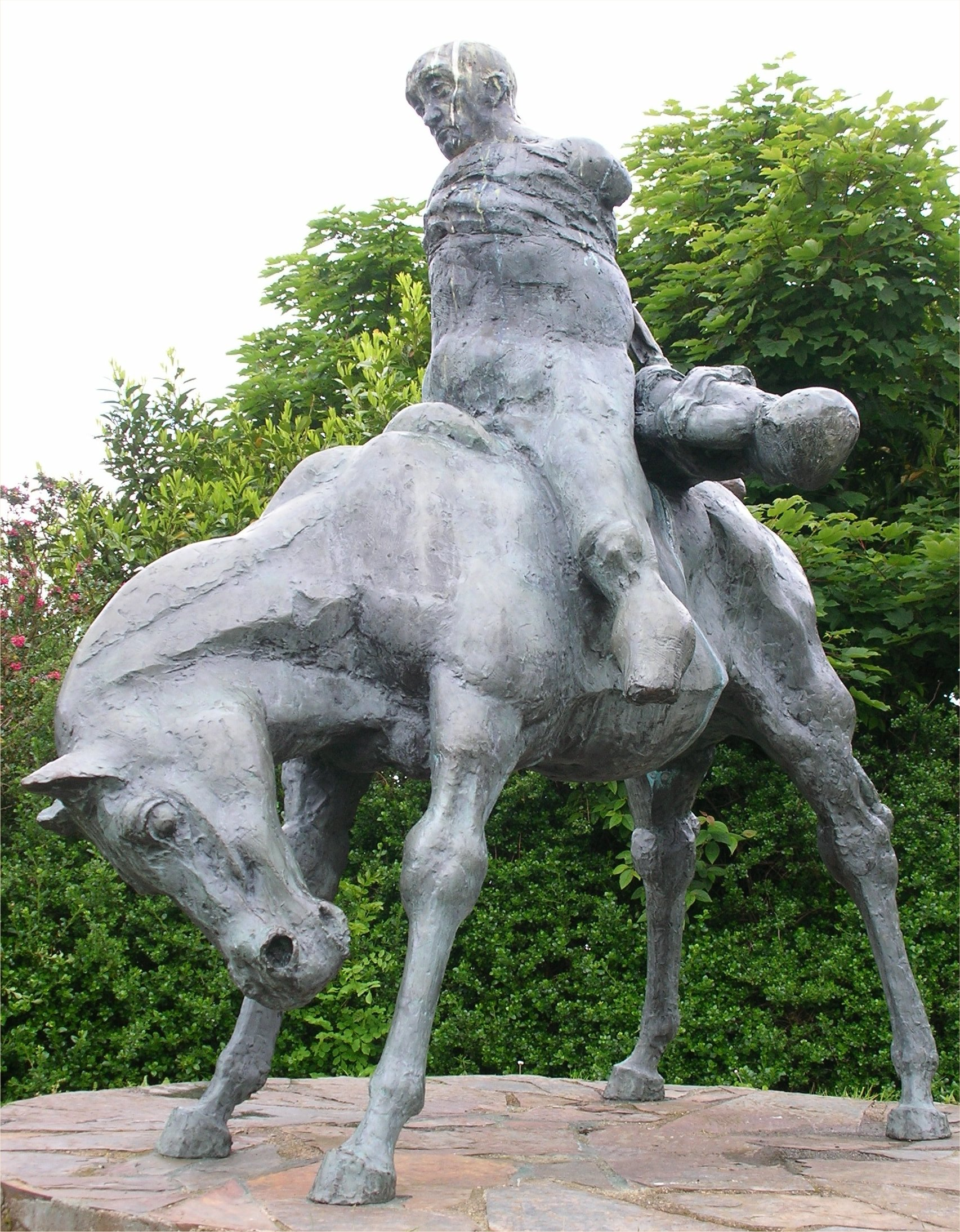
The Two Kings von Ivor Robert-Jones (1984): Bran trägt seinen ermordeten Neffen Gwern (Harlech Castle, Wales)

Hier wird berichtet, dass Bran seine Schwester dem König Matholwch zur Absicherung des Friedens verspricht, ohne sich mit seinem Halbbruder Efnisien zu beraten. Dieser ist so sehr verärgert, dass er den irischen König schwer beleidigt und dessen Pferde so verstümmelt, dass sie getötet werden müssen. Erst nachdem Bran Matholwch Versöhnunsgeschenke überlassen hat, kommt die Heirat in Aberffraw zustande.

„Ich werde dir einen Kessel schenken, und die besondere Eigenschaft des Kessels besteht darin: Den Mann, den man dir heute erschlägt, wirf in den Kessel, und er wird bis morgen so gut sein wie jemals zuvor, außer dass ihm die Gabe der Sprache fehlen wird.“

Branwen begleitet Matholwch nach Irland, wo sie ihren Sohn Gwern gebiert. Doch als Matholwchs Untertanen von den verstümmelten Pferden erfahren, zwingen sie ihn, seine Gattin zu verstoßen und in der Küche schwere Arbeiten verrichten zu lassen. Durch einen dressierten Star erfährt Bran davon und zieht zur Rettung seiner Schwester nach Irland. Seinen Sohn Caradawg fab Bran lässt er mit sechs Gefährten als Verwalter des Königreiches zurück. Dieser wird jedoch von Brans Vetter Caswallawn überlistet, der die Herrschaft usurpieren kann.
Wie ein wandernder Berg stapft Bran seiner Flotte durch die Irische See voran.

„‚Oh weh!‘ sprachen sie, ‚was war der Berg, den man neben den Schiffen sah?‘ ‚Das war mein Bruder Bendigeitfran‘, sprach sie, ‚der kommt, nachdem er das Meer durchwatet. Nie gab es ein Schiff, das groß genug für ihn gewesen wäre.‘“

Matholwch willigt schließlich ein, zu Gunsten seines Sohnes Gwern abzudanken. Außerdem lässt er einen neuen Palast bauen, bei dessen Einweihung irische Adelige planten, die Waliser zu töten. Doch der immer noch beleidigte Efnisien wirft Gwern ins Feuer und ein erneuter Kampf entbrennt. Die Iren gewinnen dank des Wiederbelebungs-Kessels, den Bran Matholwch geschenkt hatte, die Oberhand. Doch Efnisien opfert sich selbst, um den Zauberkessel zu zerstören, so dass die Waliser siegen, obwohl nur sieben Männer überleben.
Bran wird durch einen vergifteten Speer tödlich verwundet und befiehlt seinen Männern, seinen Kopf abzutrennen und unter dem  Gwynfryn (auch Gwynvryn), dem weißen Hügel (dem ältesten Teil des Tower of London) so zu vergraben, dass er Richtung Frankreich zeigt. Dies soll dafür sorgen, dass Britannien niemals von der See aus erobert werden würde. Nach den Trioedd Ynys Prydain ist dies „eine der drei glücklichen Verbergungen der Insel Britannien“. Nach der ältesten Form der Sage ist der Begräbnisort Branodunum („Festung des Bran“, bei Brancaster in Norfolk). Die sieben Überlebenden verbringen gemäß der Erzählung mit Brans sprechendem Kopf erst sieben Jahre in Harlech, wo sie sich von Rhiannons Vögeln unterhalten lassen. Danach ziehen sie weiter nach Gwales (möglicherweise die Insel Grassholm). Erst nach weiteren achtzig Jahren erinnern sie sich wieder an ihre eigentliche Aufgabe.

„Und wegen der achtzig Jahre nannte man dies die Versammlung des erhabenen Hauptes. [ysbyddawd urddawl ben/pen]“

## Weitere Sagen
Brans Kopf wurde gemäß seinen Wünschen in London vergraben, dort wo heute der White Tower steht. In den walisischen Triaden wird berichtet, dass König Artus ihn ausgrub, da er der Meinung war, seine Macht reiche alleine, um Britannien vor einer Invasion zu schützen.

„Und eine der drei unglücklichen Enthüllungen war es, als man es wieder ausgrub, denn niemals kam eine Plage über das Meer zu dieser Insel, solange das Haupt dort verborgen war.“

Die Legende der Tower-Raben, die besagt, dass das gesamte Königreich untergehen wird, sollten einmal keine Raben im ‚’White Tower’’ wohnen, wird gelegentlich auch mit Bran verbunden, da sein Name „Rabe“ bedeutet.
Weiterhin wird vermutet, dass die Erzählungen über Brans Leben die Grundlage für den Fischerkönig, den Gralshüter aus der Artussage, bilden. Der Fischerkönig tritt in Chrétien de Troyes Roman „Li Contes del Graal“ auf, wo er eine tödliche Wunde am Bein erlitten hat. In seinem magischen Schloss bleibt er trotzdem lebendig, so wie Brans Kopf noch nach seinem Tod spricht. Robert de Boron berichtet in seinem Werk „Estoire dou Graal“, der Fischerkönig hieße Bron.